# Brandon Aguilera
Pour les articles homonymes, voir Aguilera.
Brandon Aguilera, né le 28 juin 2003 à Naranjo au Costa Rica, est un footballeur international costaricien qui joue au poste de milieu offensif au Rio Ave FC.

## Biographie

### En club
Né à Naranjo au Costa Rica, Brandon Aguilera est formé par l'AD Carmelita. Le 5 juillet 2019, Brandon Aguilera s'engage en faveur de la LD Alajuelense. Il fait sa première apparition pour le club le 23 mai 2020 face à l'AD San Carlos. Il entre en jeu et son équipe s'impose par trois buts à zéro ce jour-là,.
Le 16 décembre 2021, Aguilera prolonge son contrat avec la LD Alajuelense jusqu'en juin 2025. Le jour suivant il est prêté à l'AD Guanacasteca pour quelques mois.
En juillet 2022, Nottingham Forest annonce le transfert de Brandon Aguilera qui est immédiatement prêté à l'AD Guanacasteca pour le tournoi Apertura 2022. À l'issue de celui-ci, il prend la destination du Portugal où il est de nouveau prêté, au GD Estoril-Praia cette fois-ci.
Le 1er février 2024, Brandon Aguilera est prêté au Bristol Rovers.
Aguilera marque son premier but pour Bristol Rovers dès sa première apparition pour le club, le 3 février 2024, lors d'une rencontre de championnat face à Exeter City. Titulaire, il donne la victoire à son équipe en étant l'unique buteur de la partie.

### En sélection
En mars 2022, Brandon Aguilera est appelé pour la première fois avec l'équipe nationale du Costa Rica. Il honore sa première sélection lors d'un match face aux États-Unis le 31 mars 2022. Il est titularisé ce jour-là et délivre une passe décisive pour Juan Pablo Vargas sur l'ouverture du score. Son équipe s'impose par deux buts à zéro ce jour-là. Il est de nouveau appelé en mai 2022 pour des matchs de Ligue des nations.
Le 3 novembre 2022, il est sélectionné par Luis Fernando Suárez pour participer à la Coupe du monde 2022.